# Ritratto del donatore

Questa natività del XV secolo di Rogier van der Weyden mostra gli abiti alla moda del donatore integrati nella scena principale, il pannello centrale di un trittico.

Un ritratto del donatore o ritratto votivo è un ritratto, inserito in un dipinto più grande o altro lavoro, che mostra la persona che ha commissionato e pagato l'immagine o un membro della sua famiglia (i donatori erano quasi sempre uomini). Di solito si riferisce al ritratto o ai ritratti dei soli donatori, come una sezione di un'opera più grande, mentre il ritratto votivo spesso può riferirsi a un'intera opera d'arte, ad esempio una Madonna, soprattutto se il donatore è molto importante. I termini non sono molto usati dagli storici dell'arte, come sottolinea Angela Marisol Roberts, e può essere utilizzato anche per i soggetti religiosi più piccoli che erano probabilmente fatti per essere conservati dal committente anziché donati ad una chiesa.
I ritratti del donatore sono molto comuni in opere religiose d'arte, in particolare quadri, del Medioevo e del Rinascimento, dove il donatore è solitamente rappresentato in ginocchio da un lato, nel primo piano dell'immagine. Spesso, anche nel tardo Rinascimento, i ritratti dei donatori, soprattutto quando di un'intera famiglia, erano rappresentati in scala molto più piccola rispetto alle figure principali, in barba alla prospettiva. Dalla metà del XV secolo i donatori cominciarono ad essere mostrati integrati nella scena principale, come spettatori e anche partecipanti.

## Collocazione

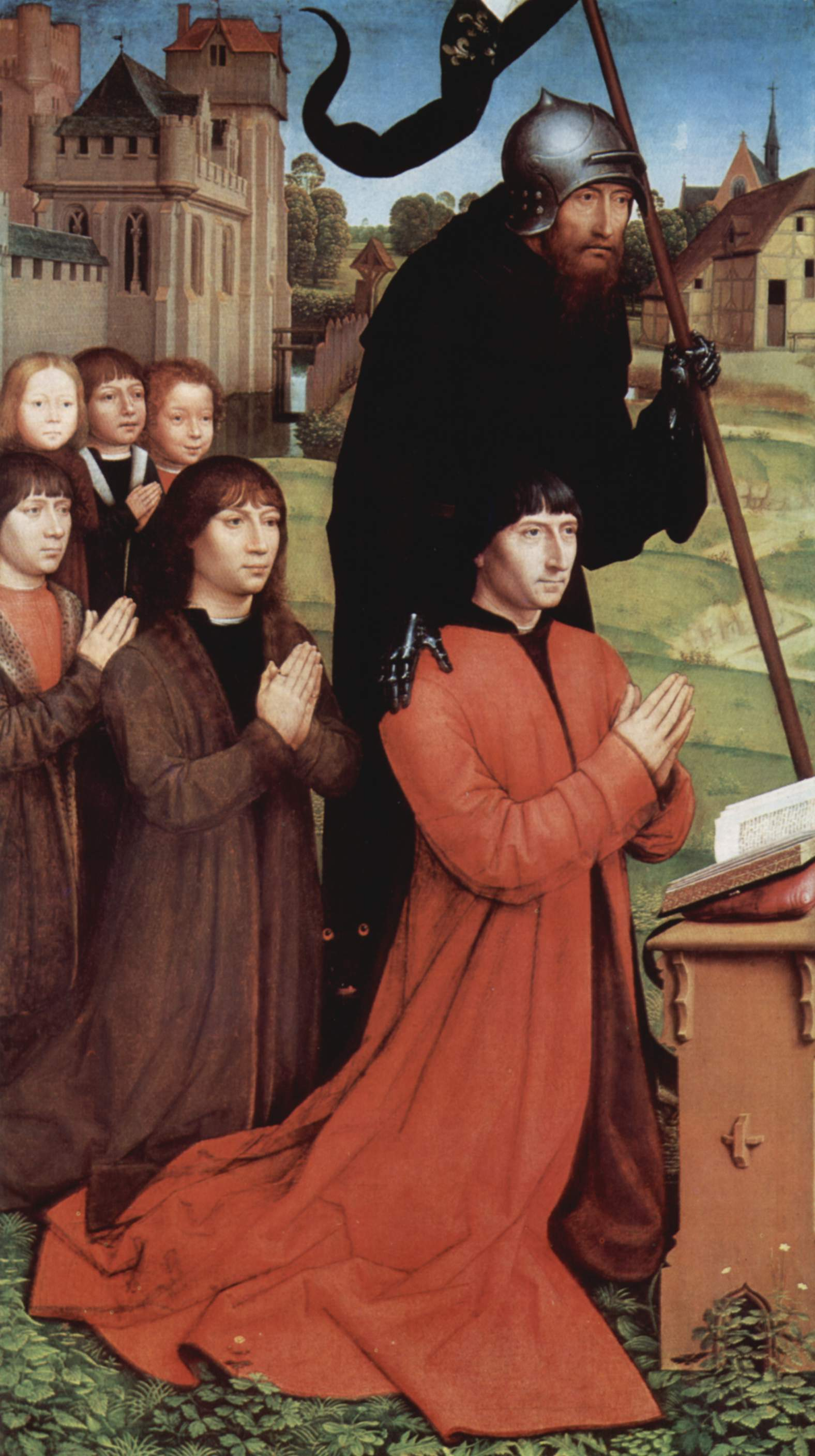
Lato maschile del pannello di Hans Memling, Trittico di Wilhelm Moreel; il padre è sostenuto dal suo santo patrono, con i cinque figli accanto a lui. Il pannello centrale è qui.

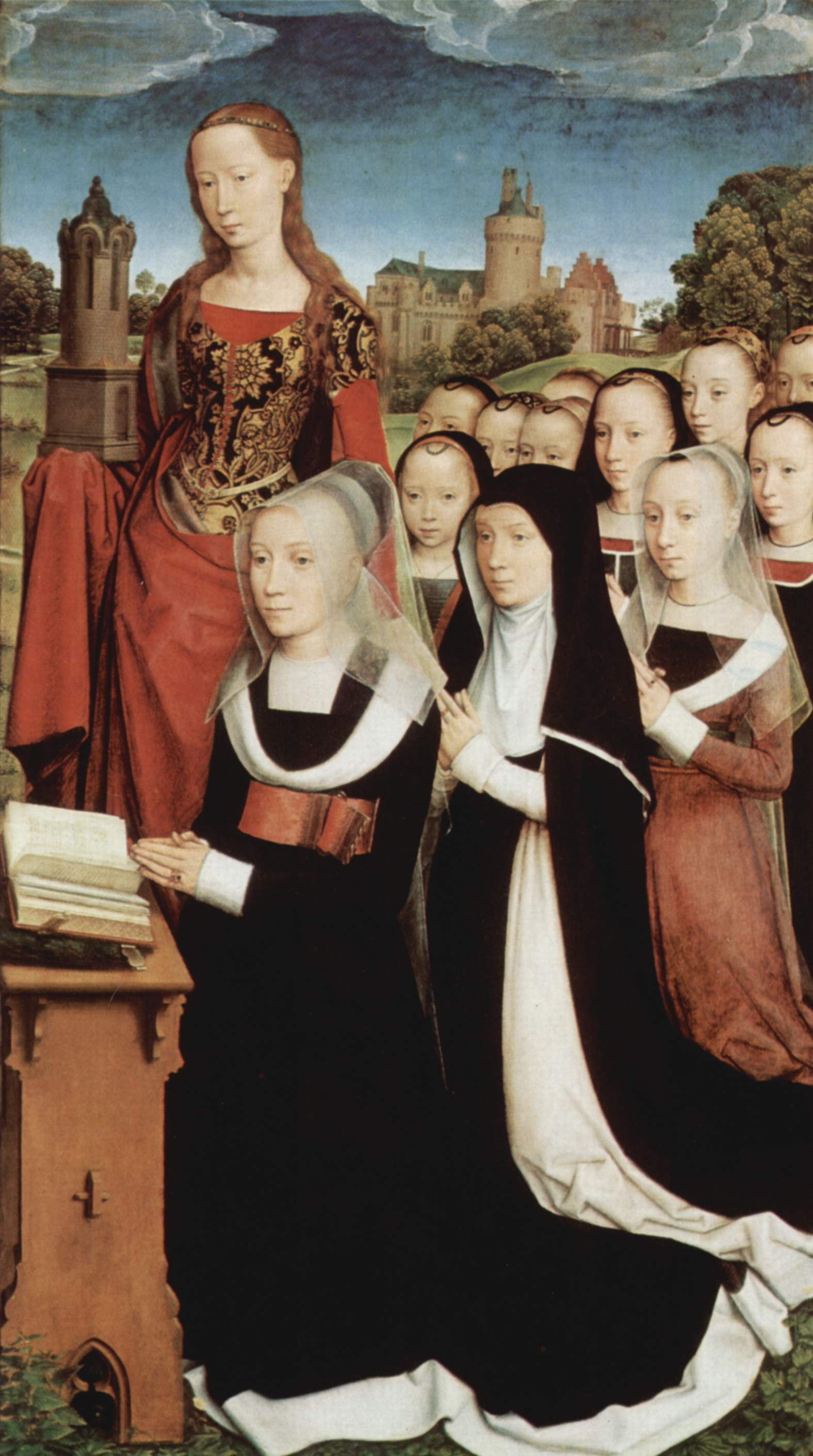
Lato femminile del pannello di Memling, Trittico di Wilhelm Moreel, la madre, Barbara Van Hertsvelde è sostenuta dalla sua santa patrona, con le sue undici figlie accanto. Il pannello centrale è qui.

Lo scopo dei ritratti del donatore era quello di commemorare il donatore e la sua famiglia, e soprattutto sollecitare la preghiera dopo la loro morte.  La donazione alla Chiesa di edifici, pale d'altare o grandi superfici di vetrate erano spesso accompagnate da un lascito per la celebrazione perpetua di messe di suffragio, e i ritratti delle persone interessate erano ritenuti favorire la preghiera, a loro favore, nel corso dei secoli. L'esposizione dei ritratti in un luogo pubblico era anche l'espressione di uno status sociale; i ritratti dei donatori erano sovrapposti ai  monumenti tombali nelle chiese, altro modo di raggiungere tali obiettivi, anche se i ritratti avevano il vantaggio che il donatore poteva vederli nel corso della sua vita. Inoltre, essi, nella pittura precoce dei Paesi Bassi avevano anche lo scopo ulteriore di servire da modello a chi li guardava durante la preghiera e la meditazione emotiva - non per imitare le persone ideali come i santi dipinti, ma per fungere da specchio al destinatario invitandolo a riflettere su se stesso e sul suo status di peccatore, idealmente portandolo ad una conoscenza di se stesso e di Dio. Farlo durante la preghiera era in accordo con i concetti medioevali del fine della preghiera, completamente sviluppato dalla devozione moderna. Questo processo può essere intensificato se chi prega è il donatore stesso.
Quando veniva finanziato un intero edificio (chiesa), veniva inserita una scultura del benefattore sulla facciata o in un altro luogo dell'edificio. La Madonna del cancelliere Rolin di Jan van Eyck è un piccolo dipinto dove il donatore, Nicolas Rolin, divide lo spazio nel dipinto in maniera paritaria con la Madonna e il Bambino, ma Rolin aveva donato un'enorme somma a questa parrocchia, dove il dipinto venne esposto, dipinto che rappresenta la chiesa sopra le mani in preghiera, nel paesaggio urbano dietro di lui.
A volte, come nella Pala di Gand, i donatori venivano mostrati sulle ante mobili di una pala d'altare, o su entrambi i pannelli laterali, come nel Trittico Portinari e nelle pale di Memlings sopra, o semplicemente da un lato, come nel Trittico di Mérode. Se sono su lati diversi, i maschi sono normalmente a sinistra dello spettatore, essendo il collocamento a destra onorifico all'interno dello spazio immagine. Nei gruppi familiari le figure sono di solito divise per sesso. Spesso si trovano anche gruppi di membri delle confraternite, a volte con le loro mogli. Ulteriori membri della famiglia, sopraggiunti da nascite o matrimoni, potevano essere aggiunti in seguito ed i morti potevano essere indicati con l'aggiunta di piccole croci tenute nelle mani giunte.
Almeno nel Nord Italia, oltre alle grandi pale d'altare e agli affreschi di importanti maestri che attirano maggiormente l'attenzione storico-artistica, c'erano un più numeroso gruppo di piccoli affreschi, con un solo santo e donatore, sulle pareti laterali, che erano suscettibili di essere riaffrescate, non appena il numero di candele accese davanti a loro fosse estinto, o un ricco donatore richiedeva lo spazio per un grande affresco del ciclo, come indicato in un racconto del XV secolo in Italia:
(da I Motti e facezie del Piovano Arlotto)

## Storia

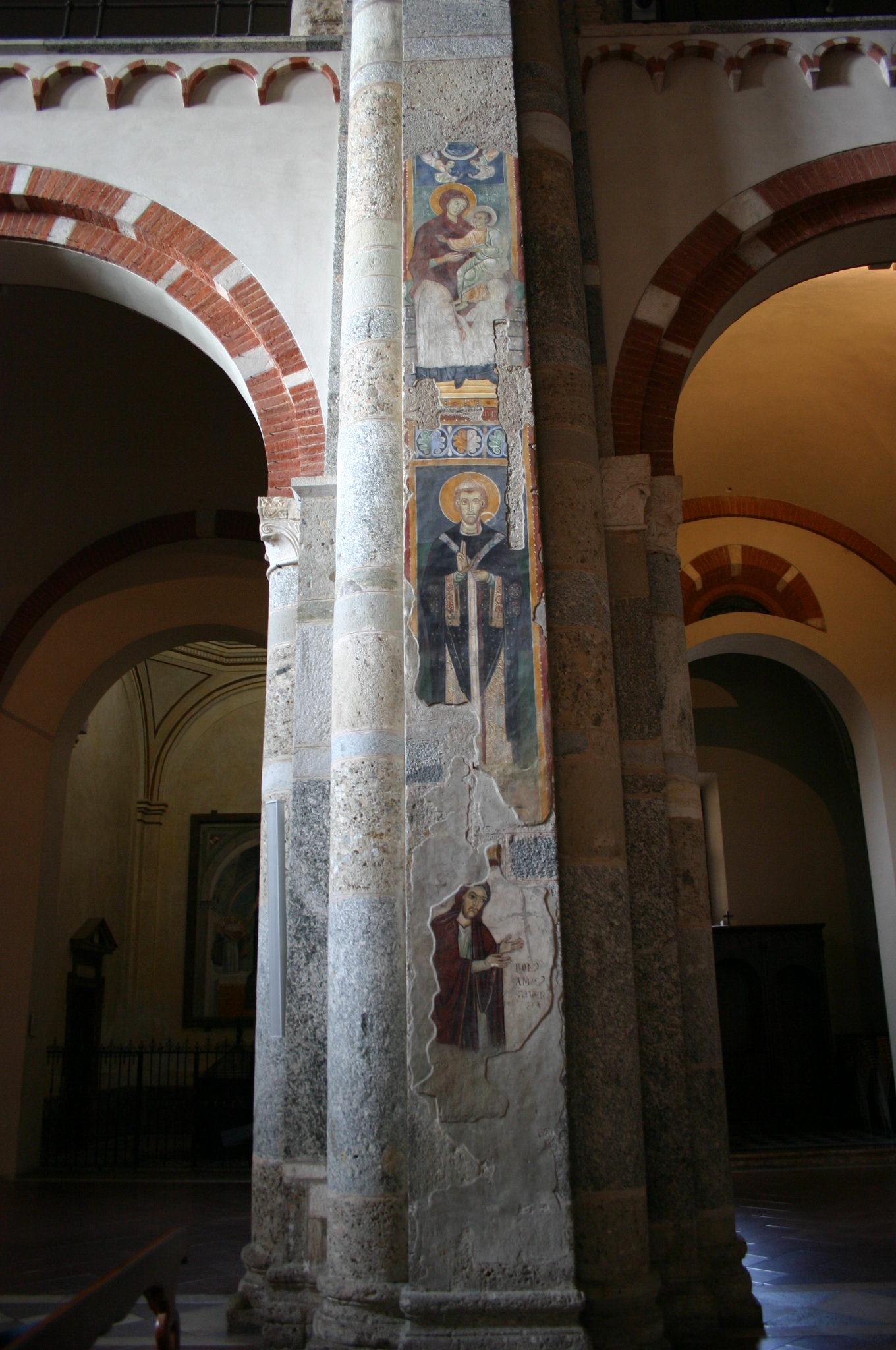
Milano, affresco del XIII secolo: Madonna col Bambino, sant'Ambrogio e il donatore Bonamico Taverna)

I ritratti dei donatori hanno una storia che continua dalla tarda antichità e il ritratto nel manoscritto del VI secolo, il Codex Aniciae Julianae potrebbe riflettere una lunga tradizione classica, così come i ritratti d'autore trovati nello stesso manoscritto lasciano pensare. Un dipinto, del 528, trovato nelle Catacombe di Commodilla a Roma, mostra una Vergine e il Bambino in trono affiancata da due santi, con Turtura, una donatrice, di fronte alla mano sinistra della santa, che tiene una mano sulla spalla della donatrice; composizioni molto simili sono state prodotte un millennio più tardi. Un'altra tradizione che ha avuto un precedente precristiano erano le immagini di re o imperatori che mostravano i regnanti assieme ad una figura religiosa, di solito Cristo o la Vergine Maria negli esempi cristiani, con figure divine e reali che mostravano comunicare tra di loro in qualche modo. Anche se nessuna di queste opere è sopravvissuta, vi è la prova letteraria di ritratti dei donatori in piccole cappelle dei primi tempi del cristianesimo, probabilmente continuando la tradizione dei templi pagani.
I pannelli di mosaico del VI secolo presenti nella Basilica di San Vitale a Ravenna, raffiguranti l'imperatore Giustiniano I e Teodora con i cortigiani, non sono del tipo che mostra il sovrano ricevere l'approvazione divina, ma ognuno mostra la coppia imperiale in piedi mentre si intrattiene confidevolmente con un gruppo di persone che guardano lo spettatore. La loro dimensione e composizione stabiliscono che si tratta soltanto di particolari di un'immagine molto più grande. Ancora a Ravenna, c'è un piccolo mosaico di Giustiniano, forse in origine di Teodorico il Grande, nella Basilica di Sant'Apollinare Nuovo. Nel primo medioevo, un gruppo di ritratti a mosaico dei Papi di Roma che avevano commissionato la costruzione o ricostruzione delle chiese che li contengono, mostrano figure in piedi che reggono i modelli della costruzione, di solito tra un gruppo di santi. A poco a poco queste tradizioni si fecero strada verso il basso della scala sociale, soprattutto nel manoscritto miniato, dove sono spesso ritratti i proprietari, visto che i manoscritti erano destinati all'uso della persona che li aveva commissionati. Ad esempio, una cappella a Malles in Alto Adige ha due affreschi, di prima dell'881, con figure dei donatori, una laica e l'altra con un chierico con tonsura che regge il modello di un edificio.  Nei secoli successivi, vescovi, abati e altri membri del clero furono i donatori più comunemente riportati, oltre a diversi re, e sono rimasti ben visibilmente rappresentati nei periodi successivi.
I ritratti dei donatori di nobili e ricchi uomini d'affari divennero comuni nelle commesse a partire dal XV secolo, quando il ritratto su tavola iniziò ad essere commissionato da questa classe - anche se forse ci sono più ritratti dei donatori in grandi opere provenienti dalle chiese prima del 1450. Un formato olandese molto comune, dalla metà del secolo, fu un piccolo dittico con una Madonna col Bambino, di solito sulla fascia sinistra, e un "donatore" a destra - il donatore era in questi casi il proprietario, in quanto questi dipinti erano normalmente destinati ad essere mantenuti a casa del soggetto. In essi il soggetto del donatore poteva essere inserito in atteggiamento di preghiera, o poteva essere rappresentato in un ritratto puramente profano.  Il Dittico Wilton di Riccardo II d'Inghilterra fu un precursore di questi. In alcuni di questi dittici il ritratto del proprietario originale è stato sostituito con quello del successivo.
Una particolare convenzione del manoscritto miniato era il "ritratto di presentazione", ovvero il manoscritto iniziava con una figura, spesso in ginocchio, che offriva il manoscritto al suo proprietario, o, talvolta, il proprietario che commissionava il libro. La persona che porgeva il libro poteva essere un cortigiano che faceva un regalo al suo principe, ma era spesso l'autore o l'amanuense, nel qual caso il destinatario avesse effettivamente pagato il manoscritto.

## Iconografia delle figure

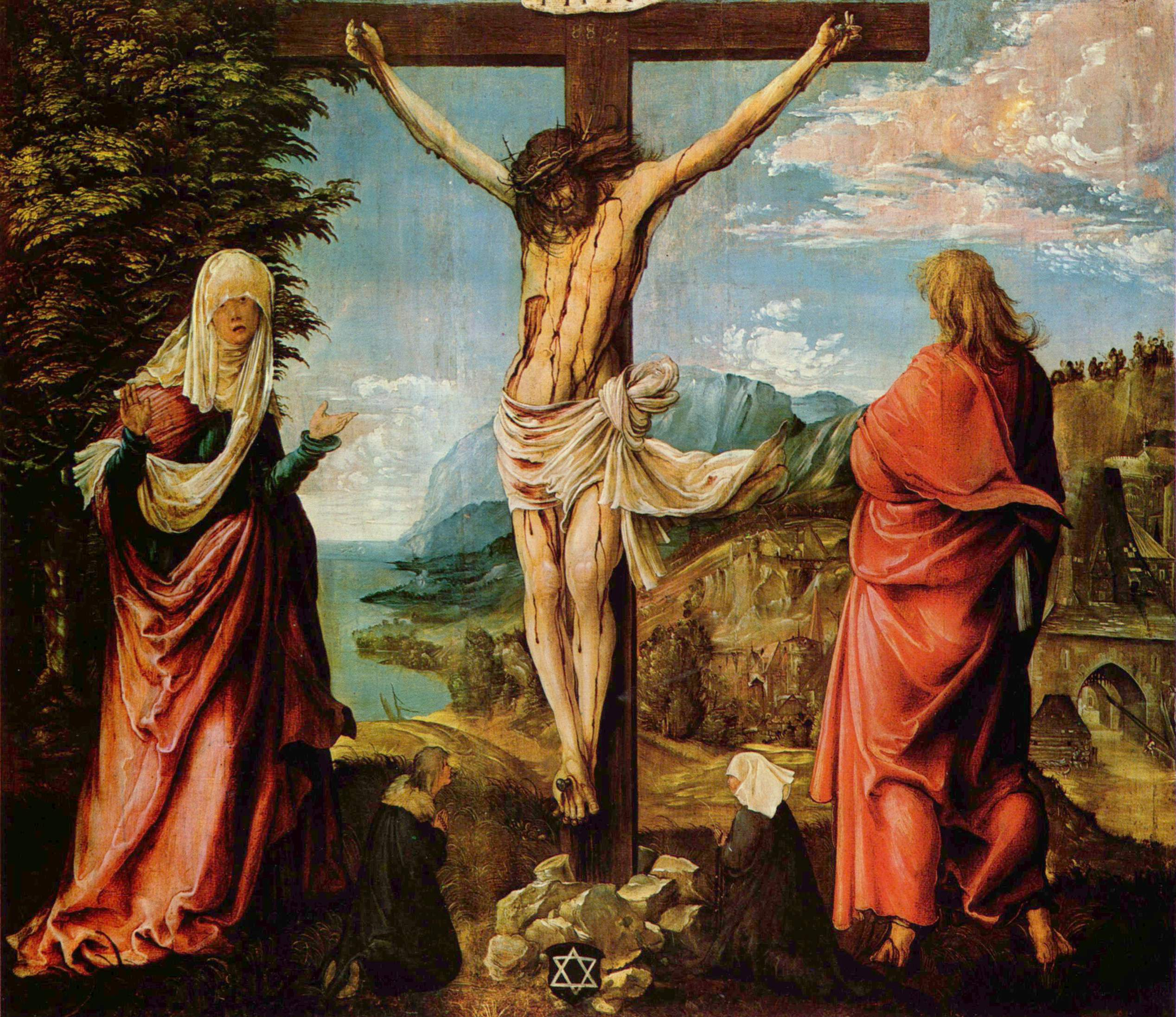
Crucifissione di Albrecht Altdorfer, c. 1514, con una piccola coppia di donatori ai piedi delle figure principali. Altdorfer è stato uno degli ultimi grandi artisti a mantenere questa convenzione.

Durante il Medioevo le figure dei donatori spesso venivano mostrate in una scala molto più piccola rispetto alle figure sacre; una modifica venne trovata da Dirk Kocks nel XIV secolo, anche se esempi precedenti sono riscontrabili in alcuni manoscritti. Una convenzione successiva fissò le dimensioni a circa tre quarti della dimensione dei personaggi principali. Dal XV secolo, i primitivi fiamminghi come Jan van Eyck integrarono, con diversi gradi di sottigliezza, i ritratti dei donatori nello spazio della scena principale delle pale d'altare, alla stessa scala delle figure principali. 
Uno stile simile si trova nella pittura fiorentina dalla stessa epoca, dove nel dipinto di Masaccio,  Trinità (1425-1428), sito nella Basilica di Santa Maria Novella, i donatori sono mostrati in ginocchio su un davanzale all'esterno e sotto l'impostazione architettonica principale. Questa innovazione, però, non appare nella pittura veneziana fino alla fine del secolo successivo. Normalmente le figure principali ignoravano la presenza degli intrusi in scene narrative, anche se i santi potevano mettere una mano sulla spalla in un pannello laterale. Ma in soggetti devozionali come ad esempio una Madonna col Bambino, che erano più probabilmente destinati alla casa del donatore, i personaggi principali potevano guardare o benedire il donatore, come mostrato da Memling.
Prima del XV secolo una somiglianza fisica con il donatore poteva non essere spesso tentata, o raggiunta; i soggetti rappresentati potevano spesso non essere disponibili a posare o anche non più in vita. Dalla metà del XV secolo, questo non era più vero e i donatori erano spesso somiglianti in quanto avevano posato per essere accuratamente ritratti, anche se, come nella pittura di Memling sopra, le figlie, in particolare, appaiono spesso come bellezze standardizzate nello stile dell'epoca.

Presentazione di Cristo, ca 1470. Assieme alla Sacra Famiglia, le due eleganti ragazze, e probabilmente il giovane uomo sulla destra, sono i donatori.

Nelle scene narrative, i donatori cominciarono ad essere inseriti tra le figure principali, forse una novità di Rogier van der Weyden, dove spesso potevano essere distinti per il loro abito contemporaneo molto costoso. A Firenze, dove c'era già una tradizione di includere i ritratti dei notabili della città in scene di massa (di cui parla Leon Battista Alberti), la Cappella dei Magi di Benozzo Gozzoli (1459-1461), che certamente era una cappella privata del Palazzo Medici, è dominata dalla processione che contiene più ritratti dei Medici e dei loro alleati di quanti possono ora essere identificati. Nel 1490, quando la grande Cappella Tornabuoni venne completata, con il ciclo di affreschi di Domenico Ghirlandaio, i membri della famiglia e gli alleati politici dei Tornabuoni popolavano diverse scene in numero considerevole, oltre ai ritratti in ginocchio convenzionali di Giovanni Tornabuoni e di sua moglie.  In un passaggio spesso citato, John Pope-Hennessy fa la caricatura dei donatori italiani del XVI secolo:
(John Pope-Hennessy)
In Italia i donatori, o proprietari, sono stati raramente rappresentati alla pari delle grandi figure religiose, ma nelle corti del Nord Europa ci sono molti esempi di ciò nel tardo XV secolo e all'inizio del XVI, per lo più in piccoli pannelli non destinati all'esposizione al pubblico. Il più noto di questi è il ritratto della Virgin lactans (o solo lactans) di Agnese Sorel (morta nel 1450), l'amante di Carlo VII di Francia, in un pannello di Jean Fouquet.

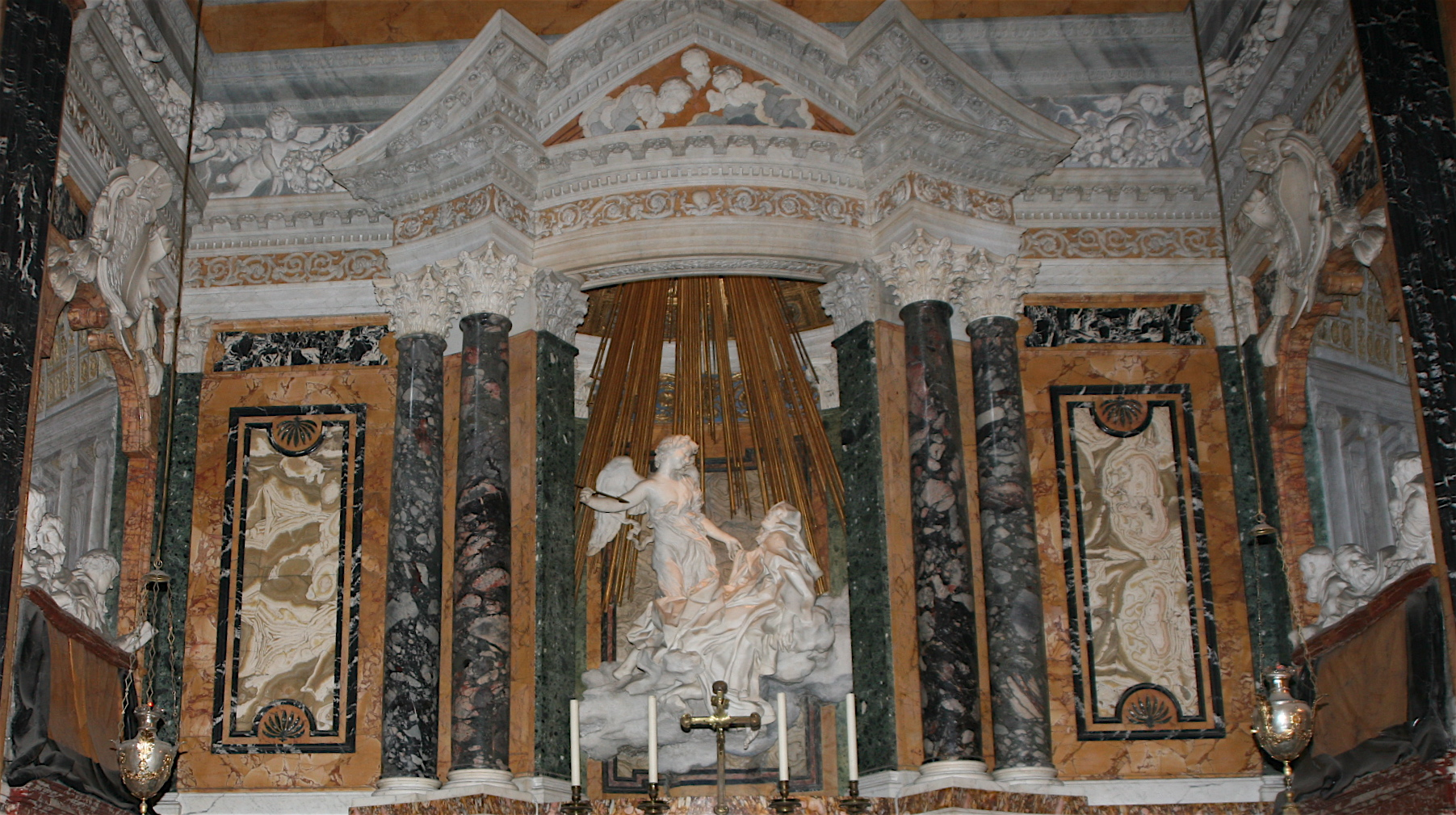
Gian Lorenzo Bernini, "Estasi di Santa Teresa", Chiesa di Santa Maria della Vittoria, Roma.

I ritratti dei donatori nelle opere destinate alle chiese, e un eccesso di elementi araldici, vennero disapprovati da interpreti clericali di vaghi decreti sull'arte del Concilio di Trento, come san Carlo Borromeo, ma sopravvissero nel periodo barocco, e svilupparono un equivalente laico della pittura storica, anche se qui spesso erano le figure principali che avevano le sembianze di chi aveva commissionato l'opera. Un esempio molto tardo del vecchio formato olandese del trittico con i donatori sui pannelli laterali si trova in Rubens Incredulità di san Tommaso del 1613-1615, un tempo in una chiesa sopra la tomba dei donatori e ora nel Museo Reale di Belle Arti di Anversa. Il pannello centrale mostra la Incredulità di Tommaso ("San Tommaso") e l'opera nel suo complesso è ambigua sul fatto che i donatori sono rappresentati occupando lo stesso spazio della scena sacra, con diverse indicazioni in entrambe le direzioni.
Un ulteriore sviluppo profano si trova in ritratto Historie, dove gruppi di soggetti sono ritratti come personaggi storici o mitologici. Uno dei più famosi gruppi di ritratti di donatori barocchi è quello dei membri maschi della famiglia Cornaro, che siedono in scranni come palchi teatrali a entrambi i lati della pala scolpita di Gian Lorenzo Bernini, Estasi di Santa Teresa (1652). Questi derivano da un affresco di Pellegrino Tibaldi di un secolo prima, utilizzando la stessa presunzione.
Sebbene i ritratti dei donatori siano stati relativamente poco studiati come genere distinto, c'è stato più interesse negli ultimi anni, e in Italia si è aperto un dibattito sul loro rapporto con la crescita dell'individualismo nel primo rinascimento, e anche sui cambiamenti nella loro iconografia dopo la peste nera della metà del XIV secolo.

## Galleria d'immagini

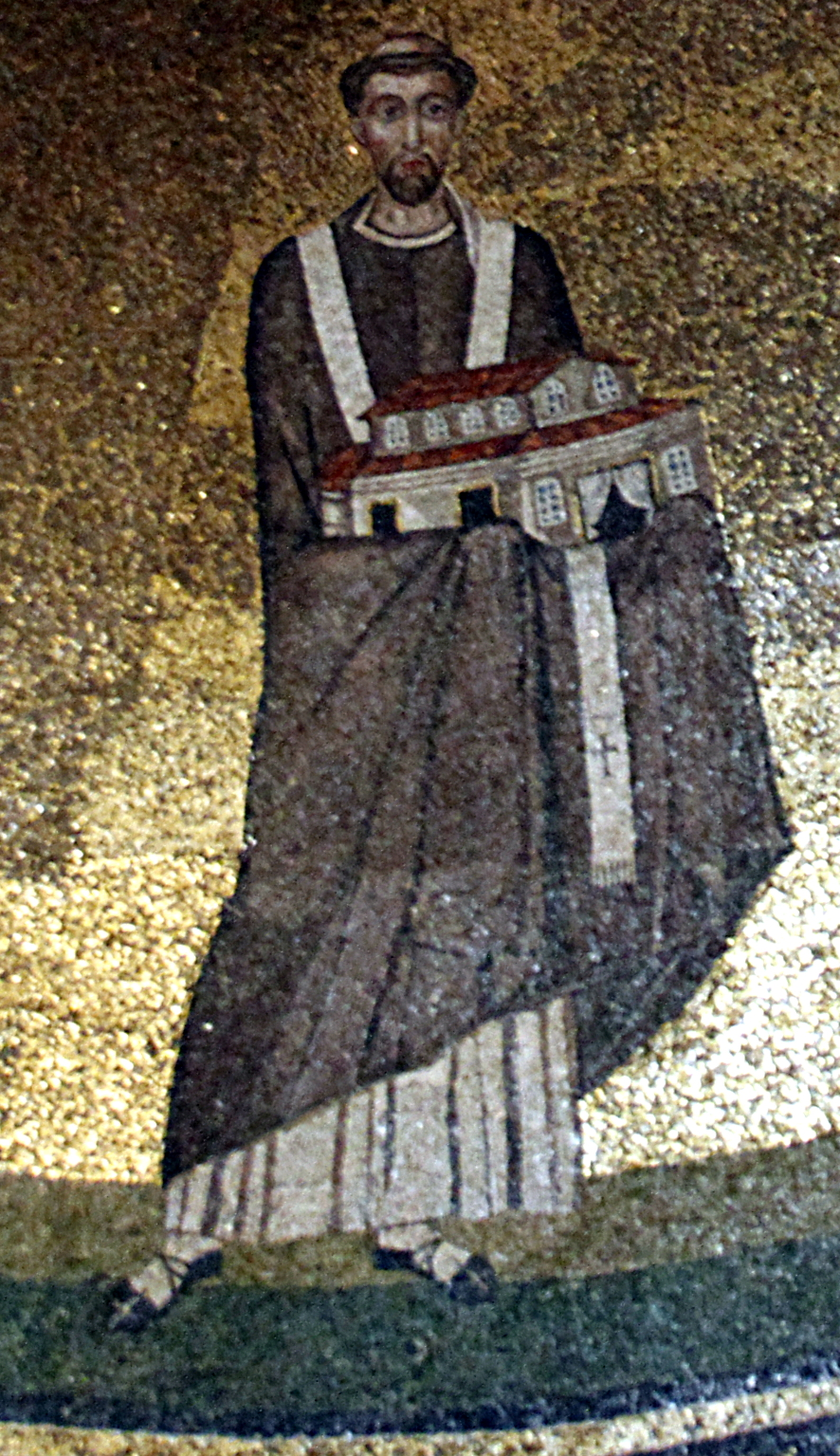
Papa Onorio I (morto 638), mosaico nella Basilica di Sant'Agnese fuori le mura Roma, porta un modello della chiesa che ha costruito.
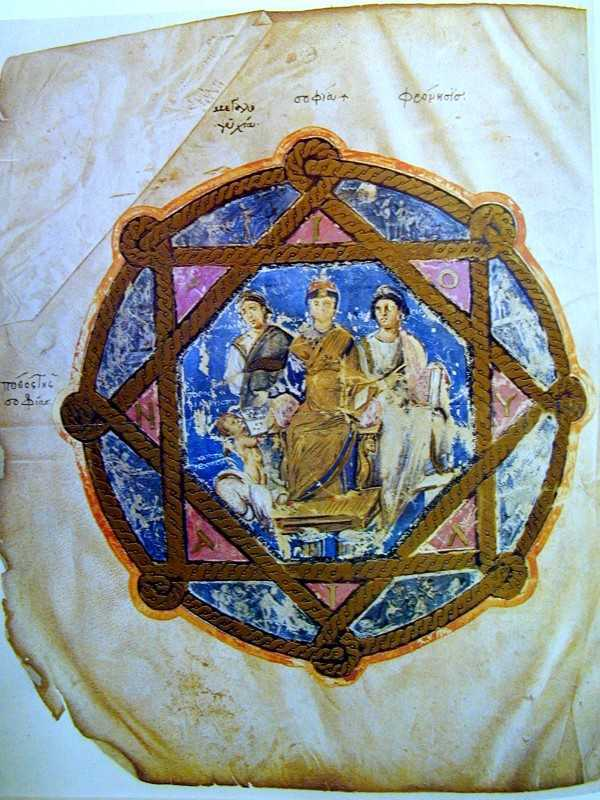
Ritratti di donatore del VI secolo di Anicia Giuliana, principessa bizantina che commissionò ilmanoscritto miniato noto come Vienna Dioscurides.
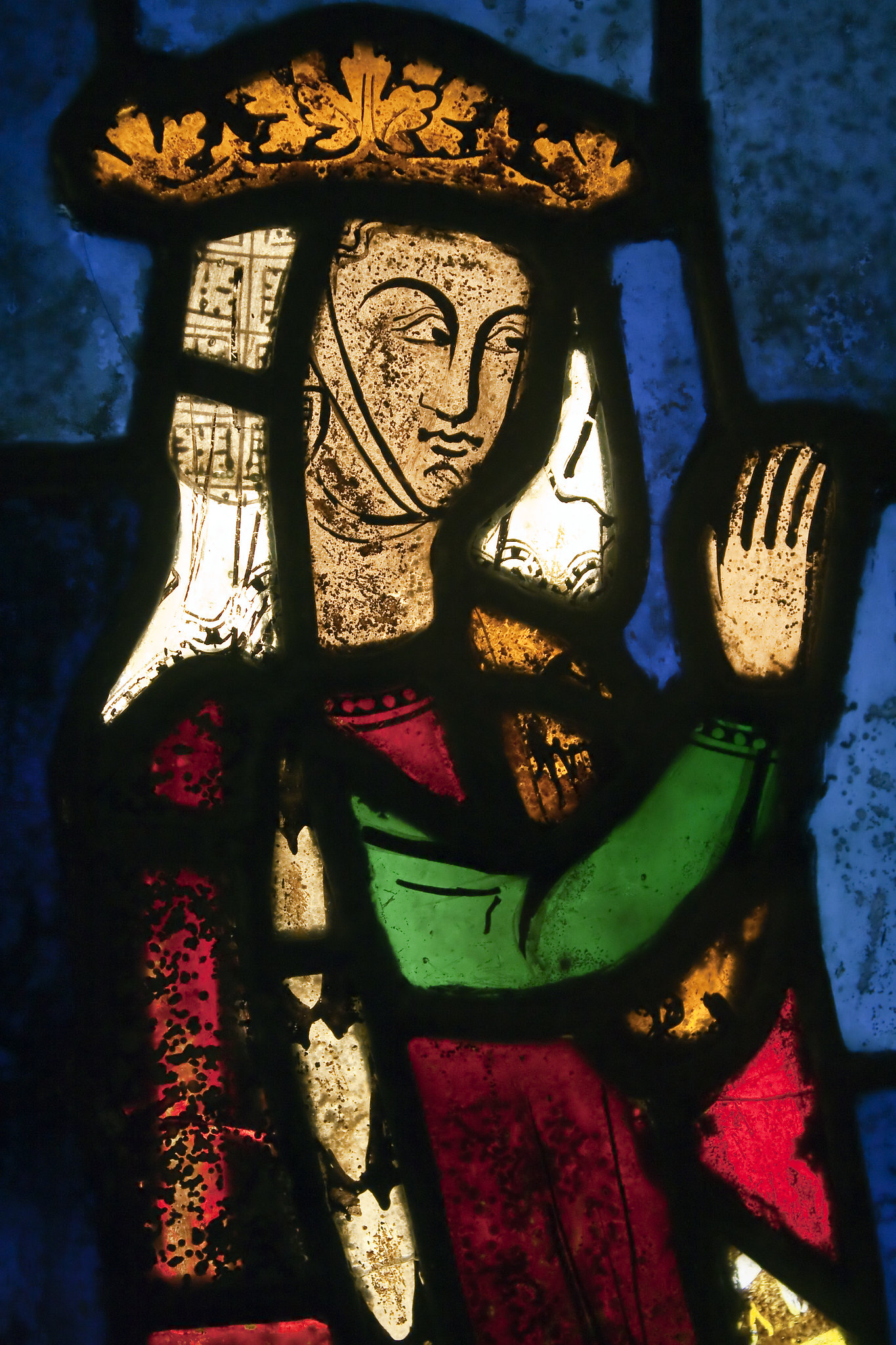
Vetrata raffigurante Beatrice di Falkenburg (morta 1277) come benefattrice dei francescani, fu la prima a donare una vetrata nella quale figurarava anche la sua immagine (Burrell Collection).
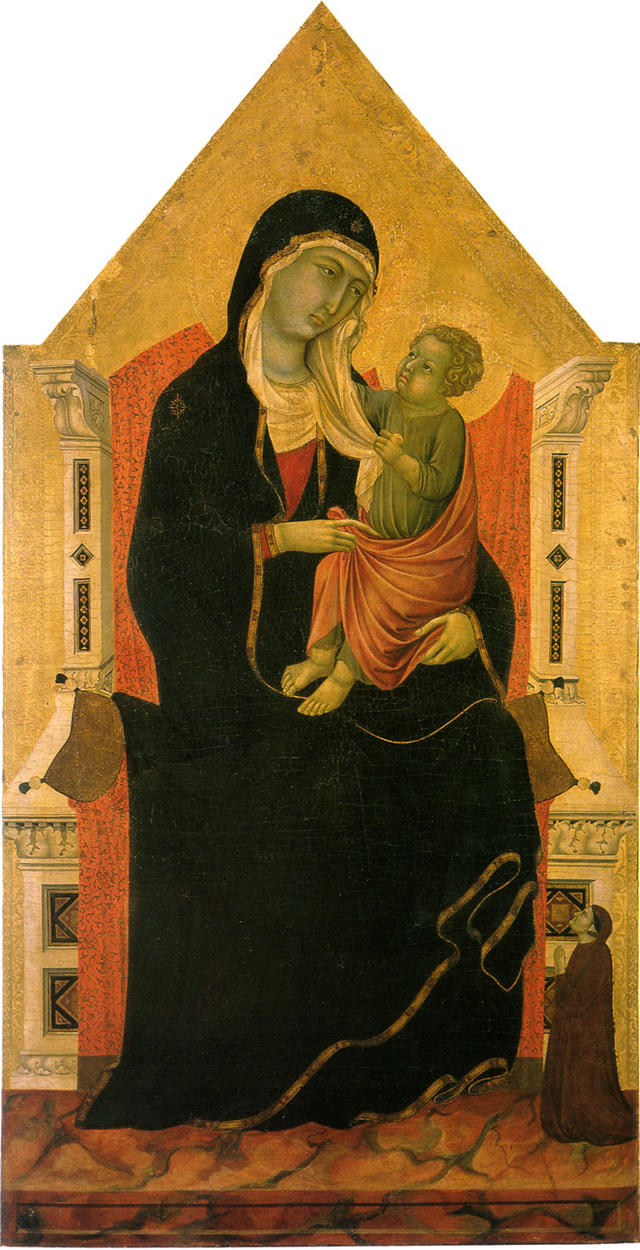
Piccola immagine con la Madonna e il Bambino in trono ca 1335
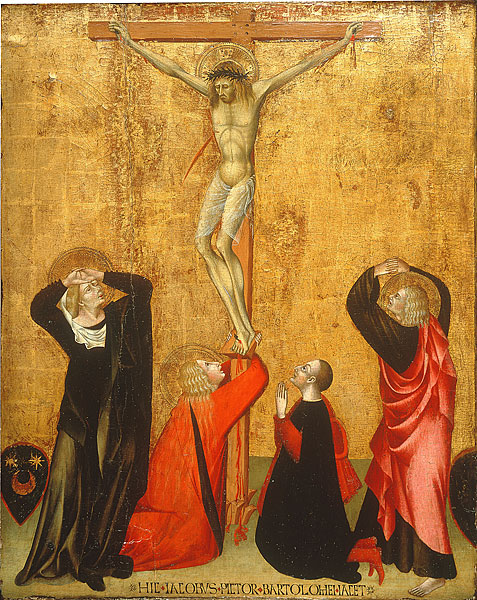
Giovanni di Paolo, Crocefissione con il donatore Jacopo di Bartolomeo, indicato con il suo stemma araldico a sinistra
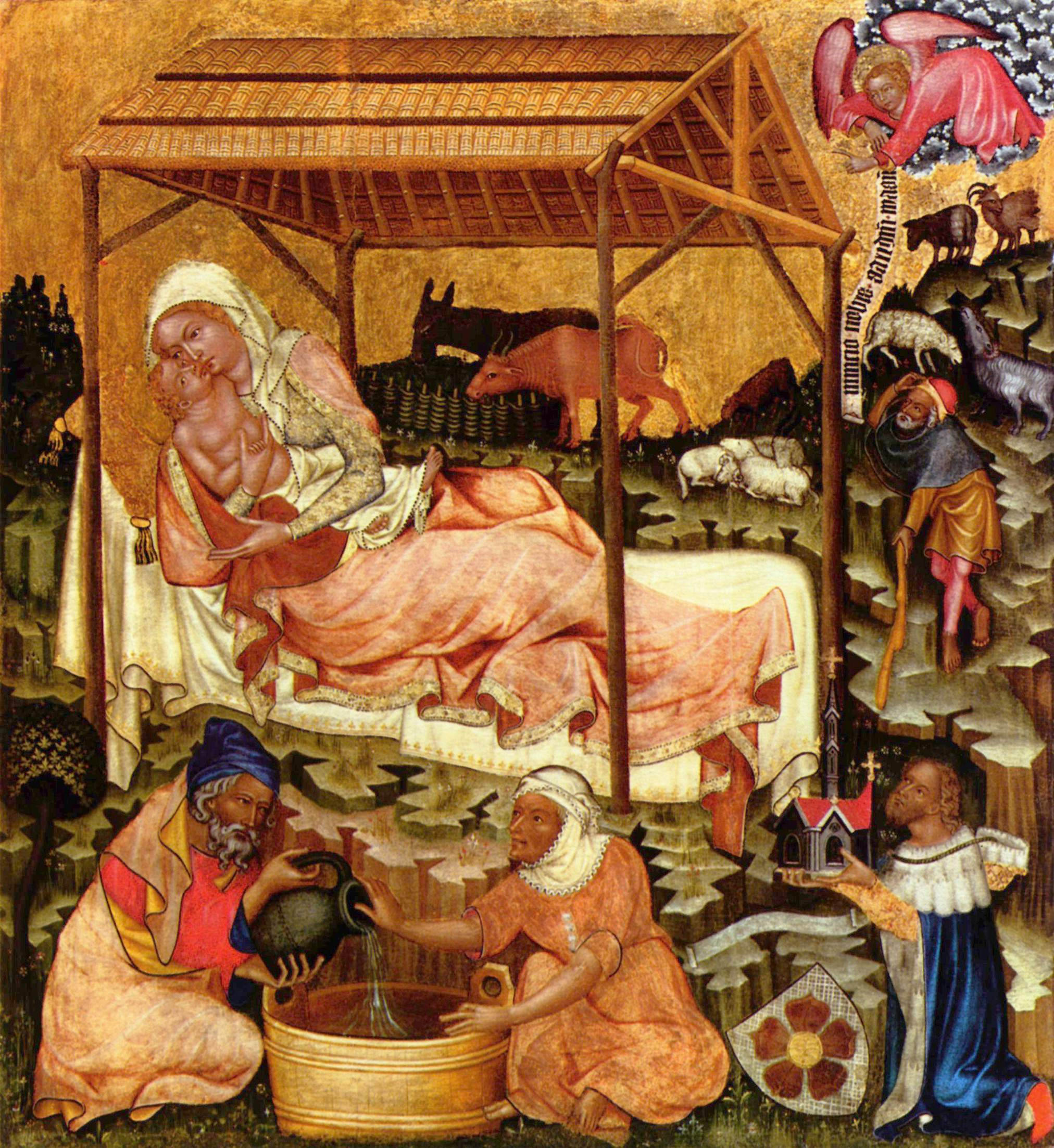
Master of Vyšší Brod, un Maestro boemo, ca. 1350, con il ritratto del donatore Carlo IV del Sacro Romano Impero con la miniatura di una chiesa, della quale presumibilmente aveva finanziato la costruzione.
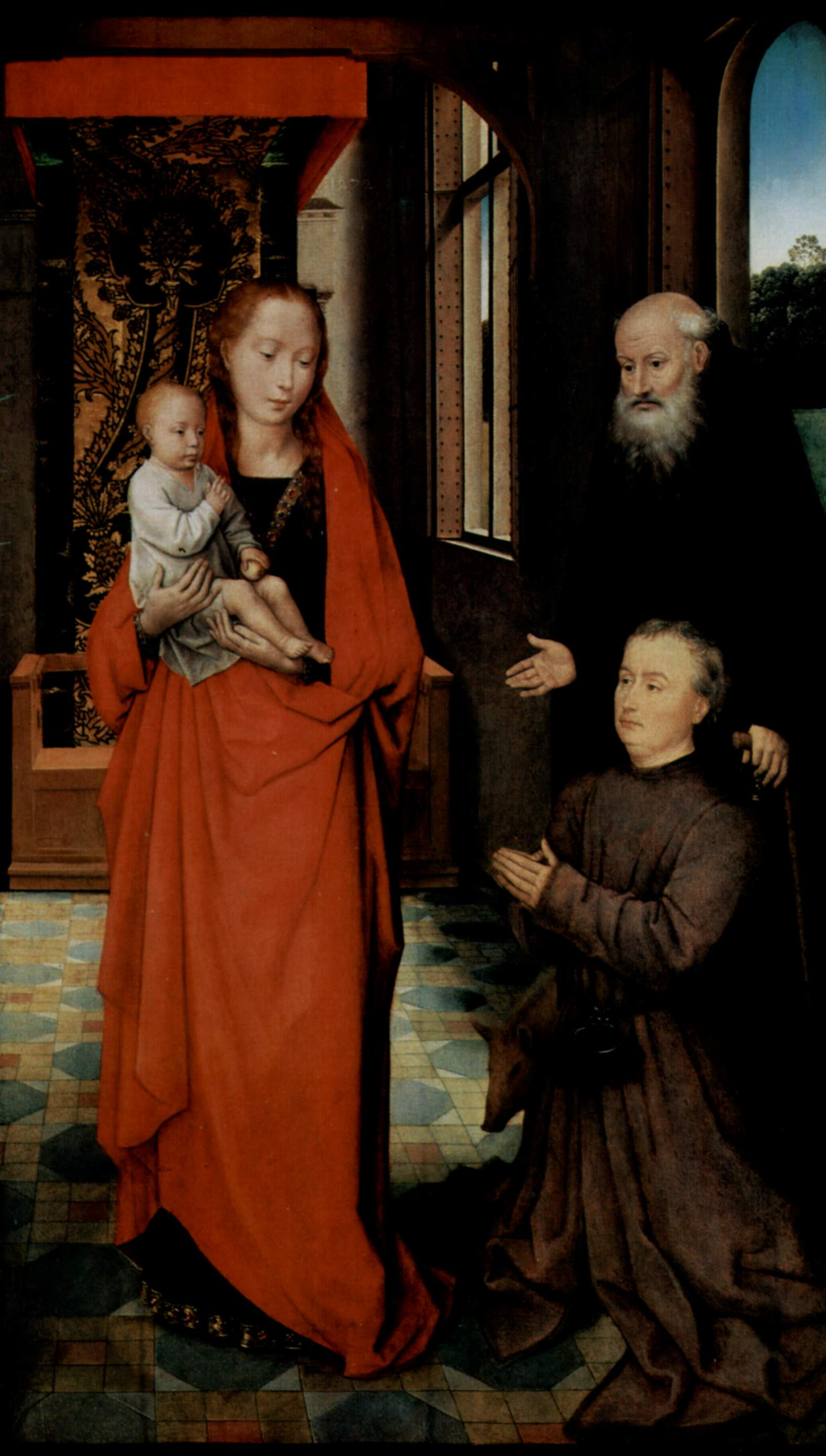
Hans Memling; la Madonna guarda con benevolenza il donatore, che le viene presentato da sant'Antonio, e viene benedetto da Gesù Bambino.
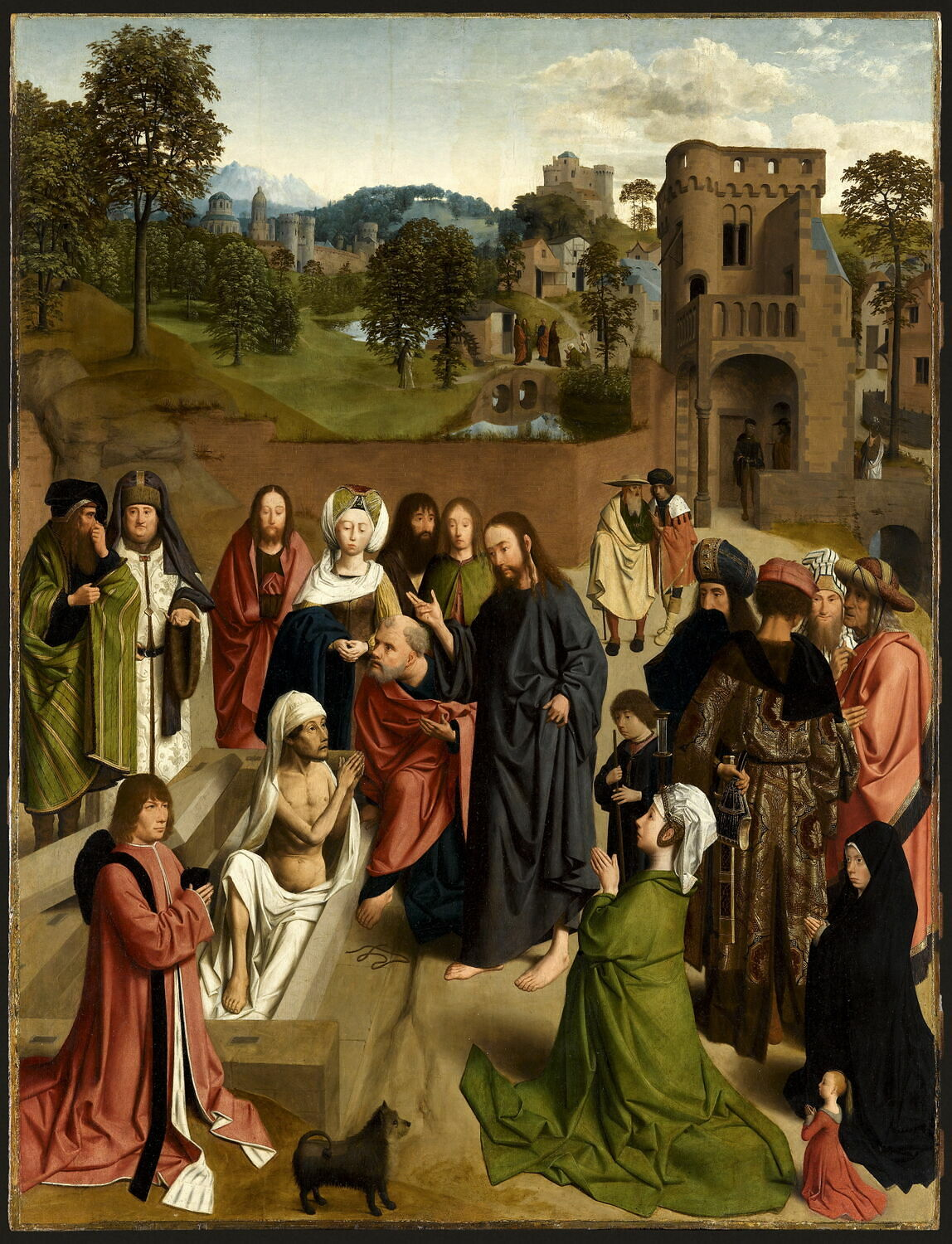
Geertgen tot Sint Jans, Resurrezione di Lazzaro, con cinque ritratti dei donatori in ginocchio (e forse il cane del donatore). La piccola ragazza era forse una neonata morta o una aggiunta successiva alla famiglia.
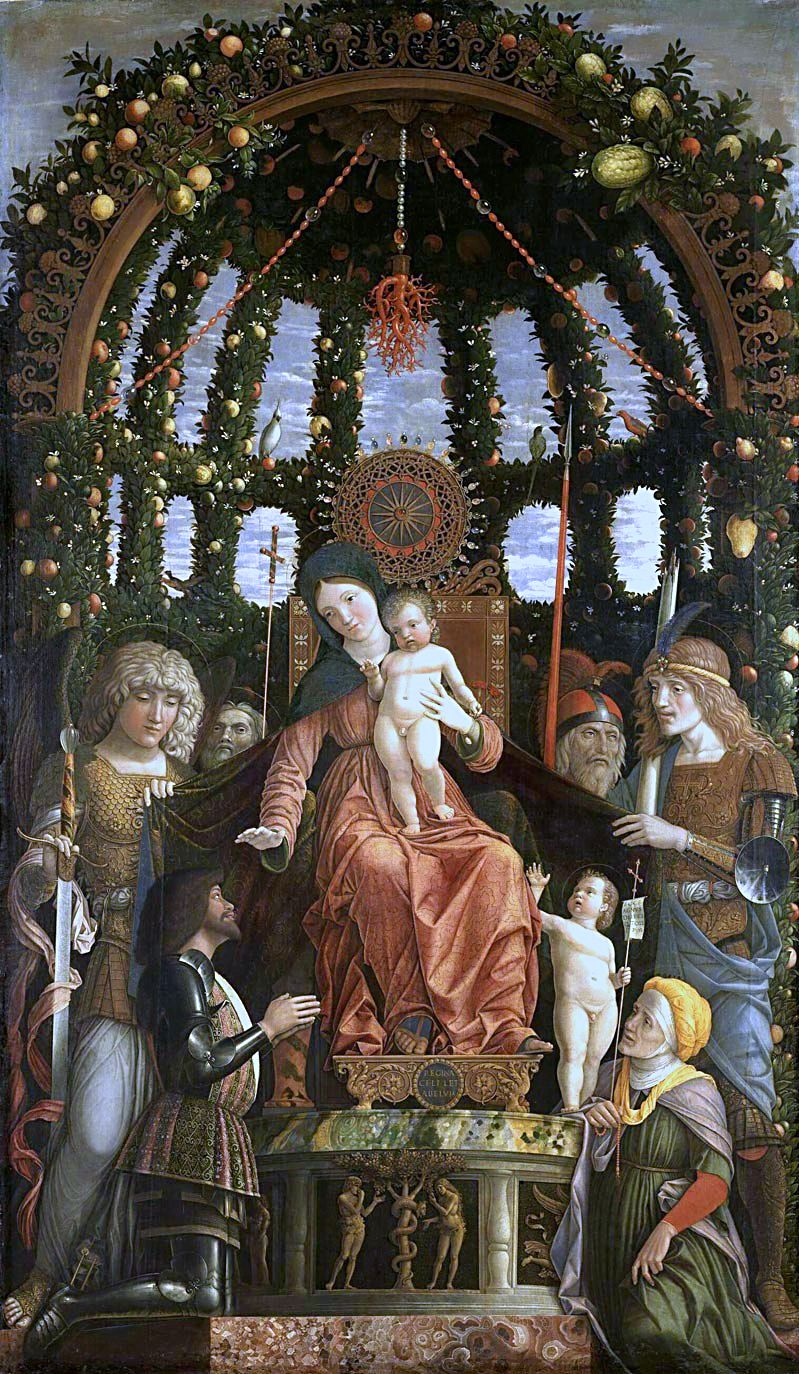
Andrea Mantegna, Madonna della Vittoria (c. 1496), con Francesco II Gonzaga.
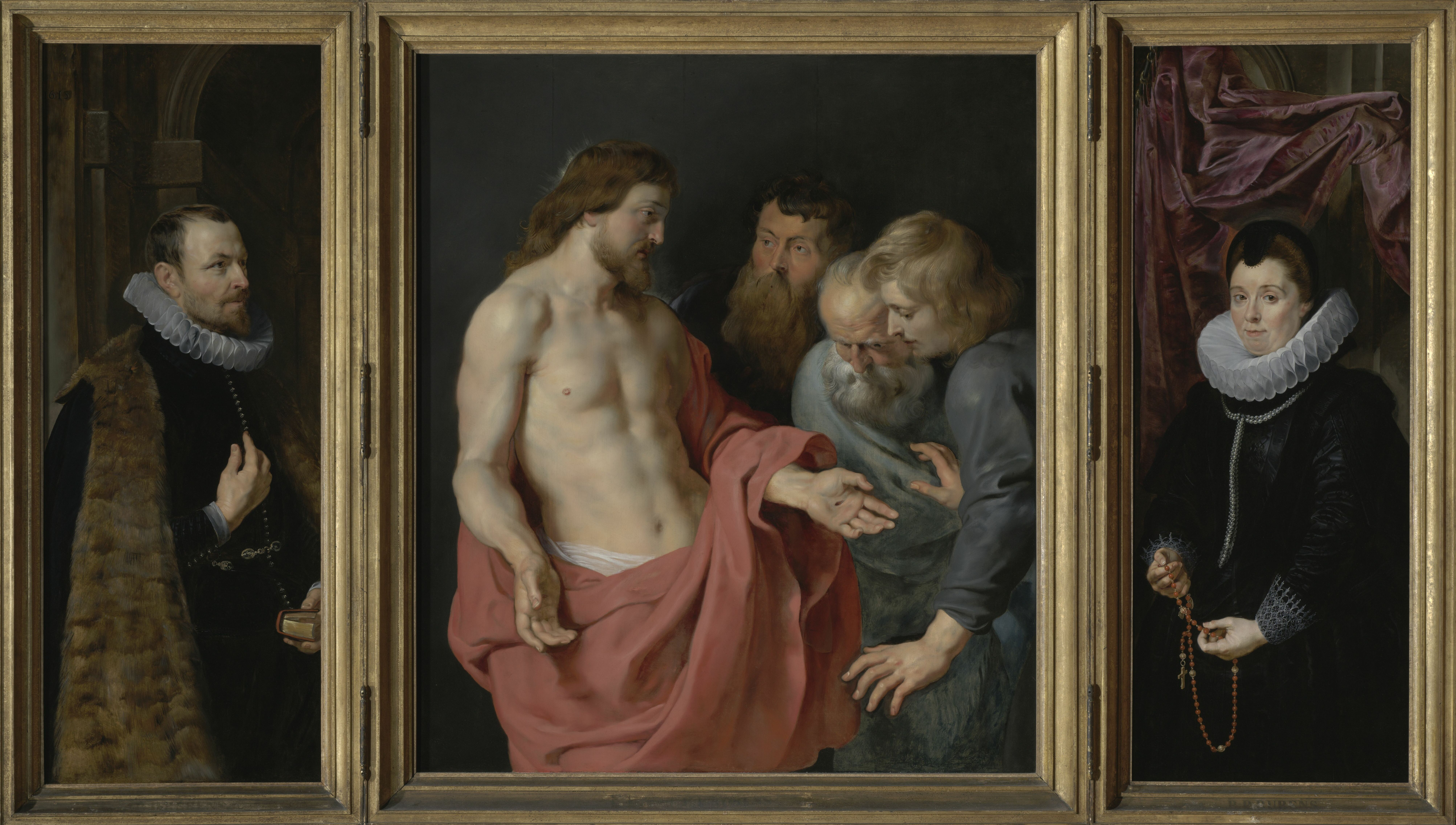
Rubens, Trittico Rockox, 1613–15
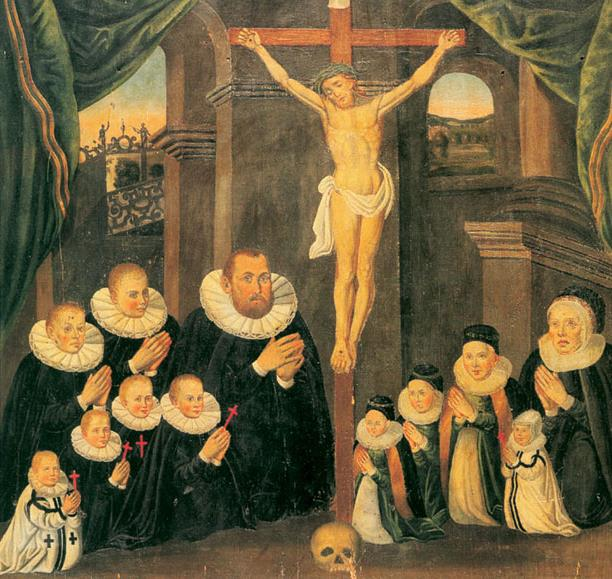
Un vetraio e la sua famiglia, 1596. I cinque bambini che tengono le croci erano morti; i due in vesti bianche rifilate di nero a quanto pare prima che il dipinto fosse realizzato mentre sugli altri le croci furono probabilmente aggiunte in seguito.
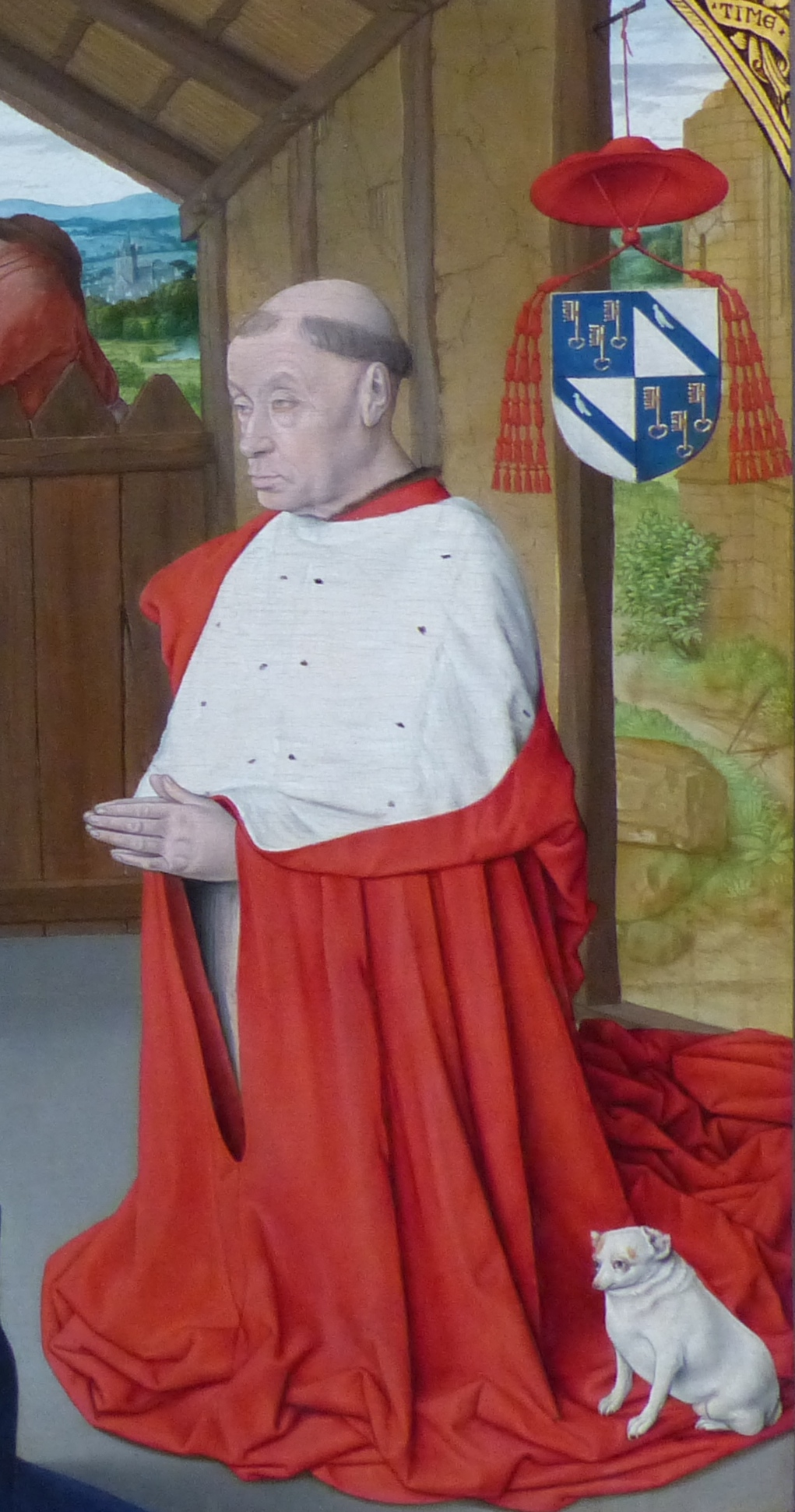
Dono del Cardinal Rolin in Natività di Meister of Moulins (Autun).